# Barocco a Gallipoli

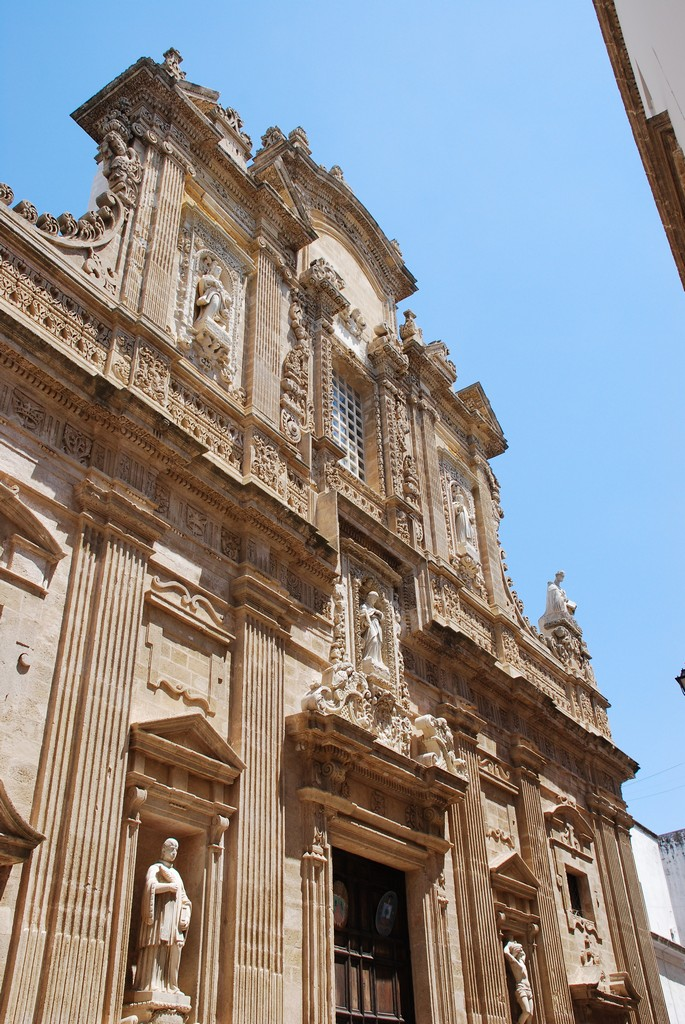
Esterno della concattedrale di Sant'Agata

A Gallipoli si hanno numerose architetture barocche, che declinano, con piccole varianti locali, il Barocco leccese o salentino in generale, nel XVII secolo.

## Caratteristiche
Questo stile si caratterizza dalla presenza del Carparo (una pietra calcarenitica, derivante dalla cementazione di sedimenti di roccia calcarea) e dai numerosi motivi floreali e angelici stravaganti ed eccessivi, in sintonia con i canoni del Barocco romano e leccese, nonché a quelli della etimologia della parola stessa "barocco", che si riferisce ad una pietra irregolare. Questi caratteri hanno la funzione di meravigliare l'uomo, facendo capire che la realtà  non è così semplice, ma presenta diverse sfaccettature. Si diffuse a Gallipoli grazie alla presenza di artisti come Zimbalo, Cino, Riccardi e Penna, che non furono dei veri e propri architetti, ma degli scalpellini con una esperienza pluriennale.

## Storia
(Antonio Cassiano, direttore del Museo archeologico provinciale Sigismondo Castromediano di Lecce)

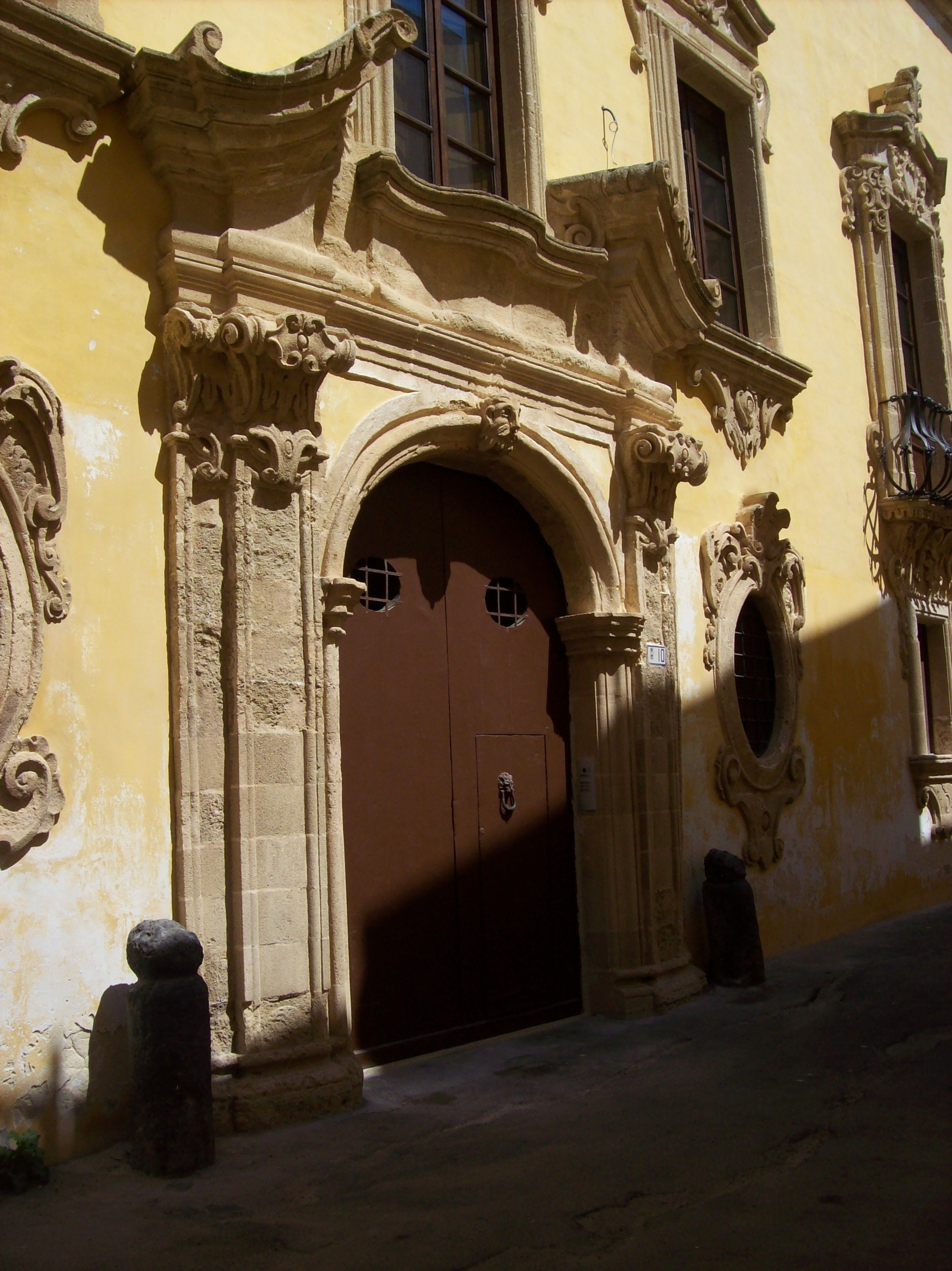
L'ingresso principale di Palazzo Tafuri

La città salentina di Gallipoli nel XVI secolo subì dapprima l'assedio degli spagnoli e poi dei Borbone; con questi ultimi entrò a far parte del Regno di Napoli. Ferdinando I di Borbone avviò la costruzione del porto che divenne nel Settecento la più importante piattaforma olearia del Mediterraneo per il commercio dell'olio per lampade (olio lampante). Dopo essersi resa indipendente dagli spagnoli, sentì un bisogno di rinnovarsi e di adattarsi alle linee guida italiane e barocche. Le caratteristiche di questo barocco sono in tutto e per tutto simili a quelle del Barocco leccese.
La fioritura dell'arte barocca a Gallipoli dal 1571, quando, con la battaglia di Lepanto, fu definitivamente allontanata la minaccia delle incursioni da parte dei turchi. Questa corrente artistica, esplose nelle sue caratteristiche più rilevanti, tuttavia solo nella seconda metà del XVII e perdurò per buona parte del Settecento. Emerge tuttavia una differenza: se a Lecce viene utilizzata la "pietra leccese", a Gallipoli si utilizza il Carparo, preso nelle cave vicino alla Chiesa di Santa Maria delle Grazie nei pressi della vicina Alezio. Questo materiale è molto malleabile e modificabile facilmente con martello e lime, ma con i raggi solari tende a solidificarsi; era consuetudine da parte degli artisti, di passare del latte di capra che lo rendeva impermeabile e lo proteggeva dalla acqua marina. Questo stile interessò in primo luogo le chiese e palazzi signorili, ma con il passare del tempo interessò anche le case più semplici.

## Edifici

### Basilica concattedrale

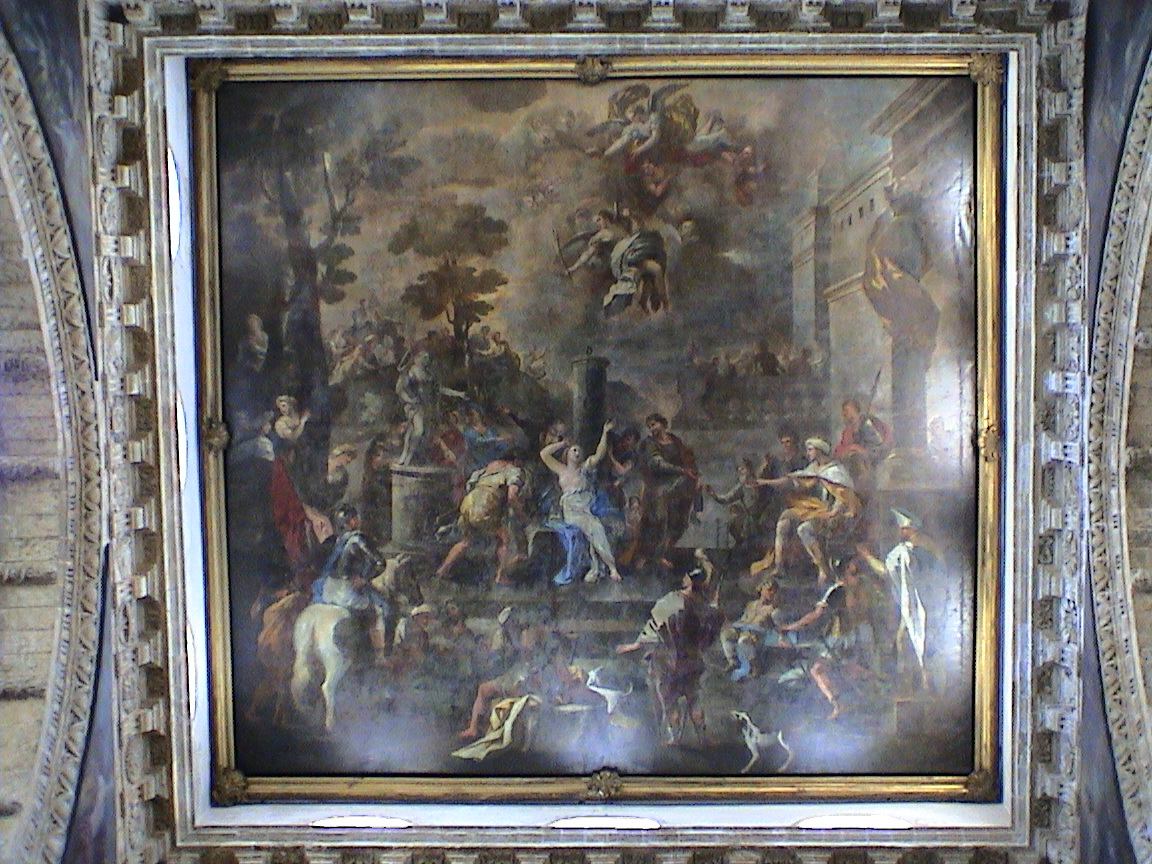
Il soffitto ligneo della concattedrale

Rientra in questo stile la concattedrale di Sant'Agata il cui prospetto, riccamente decorato, è caratterizzato da nicchie contenenti statue e busti di santi. L'interno, a pianta a croce latina a tre navate, ospita pregevoli altari barocchi, tra cui il maestoso altare maggiore policromo, opera di Cosimo Fanzago.
Il prospetto, in carparo, è diviso in due ordini. Il primo si presenta scandito da lesene-paraste scanalate di ordine dorico intervallate dai portali di accesso alle navate e dalle nicchie contenenti le statue di Sant'Agata, di San Fausto e di San Sebastiano. Sotto alla statua di San Sebastiano è presente la scritta latina: ISTEQUE MORBO LIBERAT URBEM. Il secondo, per cui furono adottate soluzioni fornite dall'architetto leccese Giuseppe Zimbalo, ospita, in corrispondenza delle due nicchie presenti nel piano inferiore, altrettante nicchie, inquadrate da decorate cornici leggermente timpanate, in cui trovano sistemazione le statue di Santa Marina, a sinistra, e di Santa Teresa d'Avila, a destra.

### Altri edifici
Oltre alla basilica si ricorda il Monastero delle Carmelitane scalze, e la Chiesa della purità. Sono numerosi i palazzi barocchi come il Palazzo Tafuri e Munittola. Gallipoli è una città importante in questo settore, ospitando ogni anno il Premio Barocco.